# استوبارت ایر
استوبارت ایر (به انگلیسی: Stobart Air) یک شرکت هواپیمایی با کد یاتا RE است که در تاریخ ۱۹ مارس ۲۰۱۴ میلادی تأسیس شده است. دفتر مرکزی استوبارت ایر در دوبلین، ایرلند واقع شده‌است و به ۲۵ مقصد، پرواز مستقیم انجام می‌دهد.